# Комиссия по восстановлению Чечено-Ингушской АССР
Комиссия по восстановлению Чечено-Ингушской АССР была создана в 1956 году для решения вопроса реабилитации чеченцев и ингушей.

## История
23 февраля 1944 года чеченцы и ингуши были депортированы. В 1948 году специальным постановлением Совета Министров СССР было подтверждено, что чеченцы и ингуши депортированы «навечно».
В конце 1940-х годов усиливается давление мировой общественности на руководство СССР по проблемам депортированных народов.
Так, в 1947 году известный ученый и политолог Абдурахман Авторханов, вместе с соратниками, развернул активную деятельность, чтобы довести до западной общественности всю правду о депортации чеченского и ингушского народов. В 1948 году им был подготовлен и отправлен через английскую миссию в ООН меморандум о геноциде над народами Кавказа. При его активном участии была создана и начала вещать радиостанция «Освобождение». В 1952 году вышла его книга «Народоубийство в СССР. Убийство чечено-ингушского народа».
В 1953 году после смерти Сталина и расстрела Берии у депортированных народов появилась надежда на реабилитацию и возвращение на родину. Известные представители репрессированных народов и простые граждане стали настойчиво обращаться во властные органы со своими просьбами, главной из которых была безотлагательно вернуть депортированные народы и снять с них обвинения в коллаборационизме.
Однако если во время Великой Отечественной войны руководство страны смогло осуществить депортацию за несколько дней, то процесс реабилитации затянулся на многие годы. Большая продолжительность этого процесса была связана со многими причинами. Одной из причин было то, что твёрдого решения о возвращении чеченцев и ингушей на родину не было вплоть до 1956 года.
В феврале 1956 года в Москве проходил XX съезд КПСС. Как представитель общественности вайнахского народа Магомед Шатаев попытался попасть в зал заседания и зачитать письмо с обращением от депортированных народов, однако ему это не удалось, тогда он обратился к своему старому другу М. М. Меджидову, председателю совета министров Дагестана, с просьбой чтобы письмо внесли в регламент съезда. В итоге письмо было зачитано на одном из заседаний съезда. Спустя некоторое время в г. Фрунзе Киргизской ССР на его имя поступила правительственная телеграмма со следующим содержанием: «ваше письмо произвело большое впечатление на делегатов съезда, скорее всего ваш вопрос будет решен положительно».
Н. С. Хрущёв в своем докладе на съезде «О культе личности и его последствиях» отмечал, что в сознании здравомыслящего человека не укладывается, как можно возлагать ответственность за враждебные действия отдельных лиц или групп на целые народы, включая женщин, стариков, коммунистов и комсомольцев, и подвергать их массовым репрессиям, лишениям и страданиям.
Поэтому после XX съезда КПСС стали регулярными заседания Президиума ЦК КПСС, совещания с сотрудниками центральных органов, руководителями республик, краёв и областей, встречи с известными людьми.
Первоначально как один из вариантов решения проблемы предлагалось создать чечено-ингушскую автономию на территории Казахстана и Средней Азии. Однако общественность и видные деятели вайнахского народа выступили против.
На одном из выступлений Никита Сергеевич сказал: «Сколько бы времени ни прошло — ворованное остается ворованным, и оно должно быть возвращено тому, кому принадлежит по праву, да ещё с процентами. Если, конечно, есть совесть».

## Первая чечено-ингушская делегация в Кремле
В конце мая 1956 года делегация во главе с известным чеченским лингвистом Юнусом Дешериевым и ингушским писателем Идрисом Базоркиным прибыла в Москву с целью добиться встречи с Первым секретарём ЦК КПСС Н. С. Хрущёвым по поводу восстановления чечено-ингушской автономии. Кроме Дешериева и Базоркина в состав делегации входили ещё 12 человек: А. Гайсумов — бывший красный партизан, М. Шатаев — красный партизан, А. Матаев — рабочий, Ж. Зязикова — служащая, А. Тайсумов — колхозник, Д. Эльмурзаев — мулла, красный партизан, А. Ташухаджиева — бывший депутат Верховного Совета, Х. Муталиев — поэт, А. Саидов — рабочий, О. Таштиев — колхозник, С. Хамиев — врач, Х. Хаматханов — инженер.
12 июня 1956 года после преодоления всех чинимых преград, делегация была принята в Кремле членом Президиума ЦК КПСС, первым заместителем Совета Министров СССР А. И. Микояном. Встреча получилась продолжительной. Были обсуждены вопросы положения депортированных народов, необходимость их полной реабилитации и восстановления национальной автономии. Микояну было вручено письмо для передачи Н. С. Хрущёву, а также обращение, в котором излагались просьбы разрешить чеченцам и ингушам вернуться на свою историческую родину и восстановить свою национальную автономию. В последующие дни в Москву также прибыли представители других депортированных народов.
Цитата из письма от депортированных народов к руководству страны:

«Мы хотим видеть наших юношей и девушек в школах, вузах, комсомоле и партии. Хотим, чтобы в то время, когда они читают книги, газеты, слушают радио, видят кинокартины, спектакли, где говорится о родине, о счастливой жизни и дружбе советских народов — страшный червь неверия, сомнений, скептицизма не глодал их души. Хотим, чтобы зависть к другим и смертельная тоска неудачников не точила их молодые сердца».

Первый получивший официальное разрешение побывать на исторической родине после долгих лет депортации был общественный деятель Шатаев Магомед, разрешение было выписано лично Анастасом Микаяном.
Стенографический протокол и документы которые были составлены входе этой встречи, находились под грифом секретно 70 лет.
Спустя десятилетия после этих событий, Юнус Дешериев писал: «Эти дни навсегда останутся в памяти членов первой Чечено-Ингушской делегации, по существу первой делегации репрессированных народов, в нашей памяти, в памяти народной».

## Последствия
16 июля 1956 года Президиум Верховного Совета СССР издал Указ «О снятии ограничений по спецпоселению с чеченцев, ингушей, карачаевцев и членов их семей, выселенных в период Великой Отечественной войны». 24 ноября 1956 года было принято Постановление ЦК КПСС «О восстановлении национальных автономий калмыцкого, карачаевского, чеченского и ингушского народов».
На основании этого постановления 9 января 1957 года Президиум Верховного Совета СССР издал Указ № 149/14 «О восстановлении Чечено-Ингушской АССР в составе РСФСР». В тот же день Президиум Верховного Совета РСФСР издал Указ № 721/4 «О восстановлении Чечено-Ингушской АССР и упразднении Грозненской области». 11 февраля 1957 года эти указы вступили в силу.
Координация всей этой ответственной и многогранной работе по восстановлению Чечено-Ингушской АСС была возложена на созданную по инициативе Первого секретаря ЦК КПСС Н. С. Хрущева комиссию под руководством А. И. Микояна.

### Организационный комитет по Чечено-Ингушской АССР
Для руководства и организации всей практической работы, связанной с возвращением депортированных и восстановлением республики был создан Организационный комитет по Чечено-Ингушской АССР. Председателем Оргкомитета был назначен Муслим Гайрбеков.
Переселение должно было происходить по специальным разрешениям местных органов МВД и Организационного комитета Чечено-Ингушской АССР.

Указ президиума верховного совета РСФСР
 "Об утверждении Организационного Комитета по Чечено-Ингушской АССР"
Утвердить Организационный Комитет по Чечено-Ингушской АССР в составе:
Председатель Организационного Комитета тов. Гайрбеков М. Г.;
первый заместитель председателя Организационного Комитета тов. Слюсарев А. М.;
заместители председателя Организационного Комитета т. т. Зонов А. Ф., Тонгиев З. С.; Шустов И. А.
секретарь Организационного Комитета тов. Комаров М. И.;
члены Организационного Комитета т. т.  Баранова, Ф. Д. Брыксин Е. Б., Гашев А. Д., Дементьев Г. М., Дукузов Х. Н., Мальсагов Д., Петров Н. Г., Русин В. Ф., Струлев С. С., Сулейманов К., Тепсаев А-В. Т., Хозиев В. Ф., Цутиев У. Д., Яковлев А. И., Яндиев М. А.
Возложить на Организационный Комитет руководство хозяйственным и культурным строительством на территории Чечено-Ингушской АССР впредь до выборов Верховного Совета АССР.
Председатель Президиума Верховного Совета РСФСР М. Тарасов
Секретарь Президиума Верховного Совета РСФСР И. Зимин

Москва, 9 января 1957 года.